# Turkosvingad sparvpapegoja
Turkosvingad sparvpapegoja (Forpus spengeli) är en fågel i familjen västpapegojor inom ordningen papegojfåglar.

## Utbredning och systematik
Fågeln förekommer enbart i norra Colombia. Den kategoriserades tidigare som underart till blåvingad sparvpapegoja (F. xanthopterygius).

## Status
IUCN kategoriserar den som livskraftig.

## Namn
Fågelns vetenskapliga artnamn hedrar tyske zoologen Johann Wilhelm Spengel (1852-1921).